# Neoluederitzia sericeocarpa
Neoluederitzia es un género monotípico de planta fanerógama perteneciente a la familia Zygophyllaceae. Su única especie Neoluederitzia sericocarpa, es endémica de Namibia. Se hábitat natural son los pantanos intermitentes de agua dulce.

## Taxonomía
Neoluederitzia sericocarpa fue descrita por Hans Schinz y publicado en Bull. Herb. Boissier 2: 171 1894.